# Elliston (Australia)
S
Elliston – miasto w Australii, w stanie Australia Południowa.